# Lijst van voormalige moskeeën in Bulgarije
Dit is een lijst van voormalige moskeeën in Bulgarije. De lijst somt enkele maar niet alle moskeeën van Bulgarije op. De meeste voormalige moskeeën in Bulgarije werden gebouwd en gebruikt tijdens het Ottomaanse Rijk. Na de christelijke herovering van de Balkan werden de meeste moskeeën aangepast tot kerken of andere gebouwen, zoals musea. Soms bleven de moskeeën staan, maar raakten ze in onbruik.

## Lijst van voormalige moskeeën in Bulgarije
| Huidige naam                                 | Naam moskee                     | Foto | Stad       | Provincie | Jaar geopend | Jaar gesloten | Opmerking |
| -------------------------------------------- | ------------------------------- | ---- | ---------- | --------- | ------------ | ------------- | --- |
| Bayrakli-moskee                              | Bayrakli-moskee of Yokushmoskee |      | Samokov    | Sofia     | 1845         |               | De moskee huist ook een museum. |
| Maria-Hemelvaartkerk                         |                                 |      | Uzundzhovo | Chaskovo  |              | 1906          | Nadat de Ottomanen uit Bulgarije verdreven waren, kwam de moskee leeg te staan; pas in 1906 werd het een orthodoxe kerk. |
| Ibrahim Pasha-moskee                         | Ibrahim Pasha-moskee            |      | Razgrad    | Razgrad   | 1616         |               | Deze moskee is de op twee na grootste op de Balkan. |
| Nationaal Archeologisch Museum van Bulgarije | Koca Mahmut Paşa-moskee         |      | Sofia      | Sofia     | 1494         | 1892          | Eerst was het een moskee, na de verdrijving van de Ottomanen werd het een bibliotheek en in 1905 werd het een museum. |
| Sveti Sedmochislenitsi-kerk                  | Zwarte Moskee                   |      | Sofia      | Sofia     | 1528         | 1878          | Oorspronkelijk was het een heidense tempel van Asclepius, die later veranderd werd in een kapel. In de loop der tijd werd het klooster vernietigd en op de ruïnes van het oude klooster werd een Ottomaanse moskee gebouwd. Na de verdrijving van de Ottomanen werd het een kerk. |
| Tashkopryu-moskee                            | Tashkopryu-moskee               |      | Plovdiv    | Plovdiv   | 16de eeuw    |               | Momenteel ligt de moskee er verlaten bij. Zij werd ooit gebruikt als restaurant en bar. Er zijn spanningen tussen Bulgarije en Turkije over de teruggave van de moskee. |